# Bomba przeciwpancerna
Bomba przeciwpancerna – bomba lotnicza o bardzo grubej głowicy i skorupie napełnionej ładunkiem wybuchowym zwykłym lub o działaniu kumulacyjnym. Używana jest do zwalczania broni pancernej, sprzętu opancerzonego, wszelkiego rodzaju okrętów, obiektów fortyfikacyjnych oraz umocnionych. Masa bomby przeciwpancernej wynosi od kilku do kilkuset kilogramów.